# لوكسمبورغ في الحرب العالمية الثانية

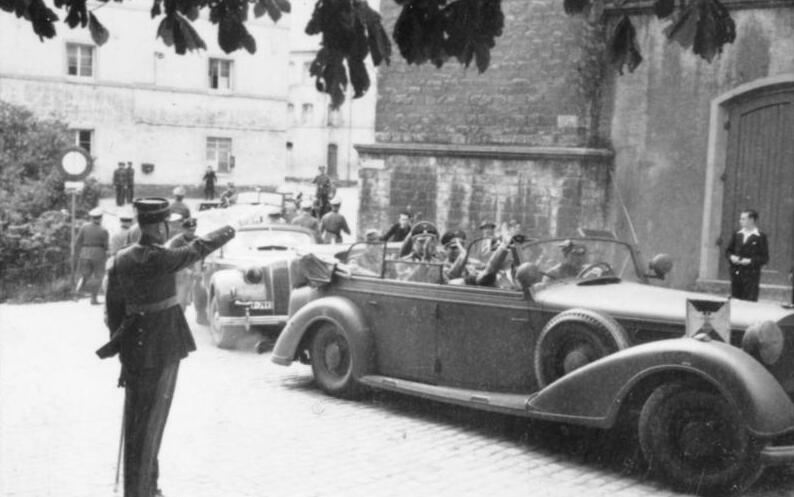
هاينريش هيملر، حيا من قبل شرطي من لوكسمبورغ، خلال زيارته إلى لوكسمبورغ في سبتمبر 1940، بعد عدة أشهر من الغزو.

بدأت مشاركة دوقية لوكسمبورغ الكبرى في الحرب العالمية الثانية بغزوها من قبل القوات الألمانية في 10 مايو 1940 واستمرت إلى ما بعد تحريرها على يد قوات الحلفاء في أواخر عام 1944 وأوائل عام 1945.
وضعت لوكسمبورغ تحت الاحتلال وتم ضمها إلى ألمانيا في عام 1942. خلال الاحتلال، قامت السلطات الألمانية بتنظيم برنامج «ألمنة» للبلاد، وقمع اللغات والأعراف غير الألمانية وتجنيد اللوكسمبرجيين في الفيرماخت، مما أدى إلى مقاومة واسعة النطاق، وبلغت ذروتها في إضراب عام في أغسطس 1942 ضد التجنيد الإجباري. تم تيسير عملية التطبيب من قبل مجموعة سياسية تعاونية، هي فولكس دويتشه بيفيغونغ، التي تأسست بعد فترة وجيزة من الاحتلال. قبل وقت قصير من الاستسلام، كانت الحكومة قد فرت من البلاد إلى جانب الدوقة الكبرى شارلوت، وصلت في نهاية المطاف إلى لندن، حيث تم تشكيل حكومة في المنفى. قاتل الجنود اللوكسمبرجيين أيضًا في وحدات الحلفاء حتى تحرير بلادهم.

## خلفية
اتبعت حكومة لوكسمبورغ سياسة الحياد منذ أن برزت «أزمة لوكسمبورغ» في عام 1867 ضعف البلاد. خلال الحرب العالمية الأولى، بقي 400 رجل منالجيش اللوكسومبورغي في ثكنات طوال الاحتلال الألماني. في مارس 1939، في خطاب ألقاه أمام الرايخستاغ، وعد أدولف هتلر بعدم انتهاك سيادة لوكسمبورغ.
ازدادت قوة الجيش تدريجياً مع تصاعد التوتر الدولي أثناء التسوية وبعد إعلان بريطانيا وفرنسا الحرب ضد ألمانيا في سبتمبر 1939. بحلول عام 1940، كان عدد جيش لوكسمبورغ حوالي 13 ضابطًا و 255 من رجال الدرك المسلحين و425 جنديًا.
تم بث محطة إذاعة لوكسمبورغ الشهيرة باللغة الإنجليزية في سبتمبر عام 1939، وسط مخاوف من أنها قد تثير غضب الألمان. بصرف النظر عن ذلك، استمرت الحياة الطبيعية في لوكسمبورغ خلال الحرب الزائفة؛ لم يتم فرض تعتيم واستمرت القطارات المنتظمة إلى فرنسا وألمانيا.
في ربيع عام 1940، بدأ العمل على سلسلة من حواجز الطرق عبر الحدود الشرقية لكسمبورغ مع ألمانيا. كانت التحصينات، المعروفة باسم خط شوستر، مصنوعة من الصلب والخرسانة إلى حد كبير.  

## الغزو الألماني

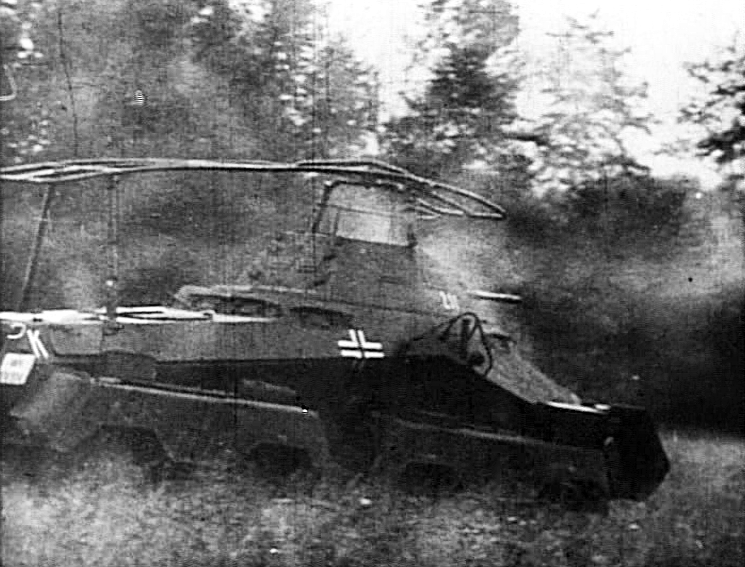
سيارة ألمانية مدرعة في الأردين خلال Fall Gelb، مايو 1940

في 9 مايو 1940، بعد زيادة تحركات القوات حول الحدود الألمانية، تم إغلاق حواجز خط شوستر.
بدأ الغزو الألماني للوكسمبورغ، وهو جزء من فال جيلب («الحالة الصفراء»)، في الساعة 04:35 من نفس يوم الهجمات على بلجيكا وهولندا. ومع ذلك، تم صد هجوم قام به عملاء ألمان بملابس مدنية ضد خط شوستر ومحطات الإذاعة. واجهت القوات الغازية مقاومة قليلة من الجيش لوكسمبورغ الذين كانوا محبوسين في ثكناتهم. بحلول الظهر، سقطت العاصمة.
رافق الغزو هجرة من عشرات الآلاف من المدنيين إلى فرنسا والدول المجاورة هربًا من الغزو.  
في الساعة 08:00، عبرت عدة فرق فرنسية الحدود من خط ماجينو وحصلت مناوشات مع القوات الألمانية قبل أن تتراجع. جرح في غزو 7 جنود لوكسمبورغيين، مع طيار بريطاني و 5 صبايحيةفرنسيين قتلوا في المعارك.

## الاحتلال الألماني

### الحياة تحت الاحتلال

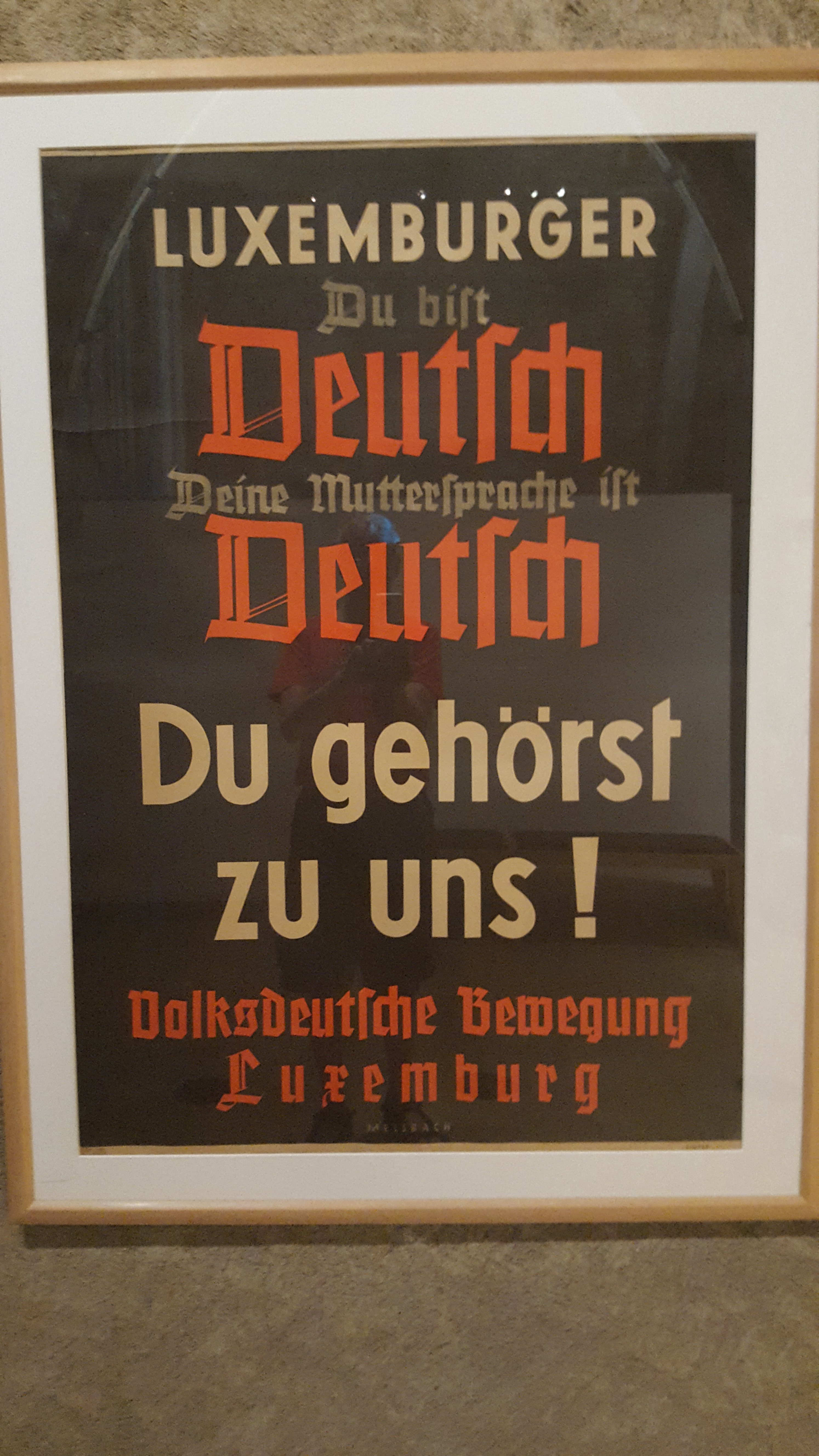
ملصق دعائي يعلن، "لوكسمبرج، أنتي ألمانية؛ لغتك الأم هي الألمانية "(لوكسمبورغ دو بيست الألمانية؛ Deine Muttersprache ist Deutsch)

ترك رحيل الحكومة الدولة في لوكسمبورغ في حالة فوضى. تم تشكيل مجلس إداري برئاسة ألبرت ويرر في لوكسمبورغ في محاولة للتوصل إلى اتفاق مع المحتلين حيث يمكن للوكسمبورغ بمواصلة الحفاظ على بعض الاستقلال مع الحفاظ على الحماية النازية، ودعت إلى إعادة الدوقة الكبرى. في النهاية، ضاعت كل إمكانية التوصل إلى حل وسط عندما تم دمج لوكسمبورغ فعليًا في Gau Koblenz-Trier الألمانية (أعيدت تسميتها إلى Gau Moselland في عام 1942) وألغيت جميع وظائفها الحكومية اعتبارًا من يوليو 1940، على عكس بلجيكا وهولندا المحتلة التي حافظت على وظائف الدولة بموجب السيطرة الألمانية. من أغسطس 1942 أصبحت لوكسمبورغ رسميًا جزءًا من ألمانيا.
من أغسطس 1940، تم حظر التحدث باللغة الفرنسية عن طريق إعلان غوستاف سيمون من أجل تشجيع دمج الأراضي في ألمانيا، والتي أعلنتها ملصقات تحمل شعار «لغتك الألمانية والألمانية فقط»  إحياء شعبي للغة اللوكسمبرجية التقليدية، والتي لم تكن محظورة، كشكل من أشكال المقاومة السلبية.
من أغسطس 1942، تم تجنيد جميع اللوكسمبورغين الذكور في سن التجنيد في القوات المسلحة الألمانية. إجمالا، خدم 12000 من اللوكسمبورغين في الجيش الألماني، منهم ما يقرب من 3000 لقوا حتفهم خلال الحرب.

### تعاون
كانت المجموعة الأكثر أهمية في البلاد هي فولكس دويتشه بيفيغونغ. حيث قامت الذي شكلها داميان كراتزينبرج بعد فترة وجيزة من الاحتلال، بحملة لدماج لوكسمبورغ في ألمانيا تحت شعار «هايم إنس رايخ» («موطني الرايخ»). تم إجبار جميع العمال اليدويين على دخول جبهة العمال الألمانية (DAF) منذ عام 1941، وتم تجنيد بعض الفئات العمرية من كلا الجنسين في خدمات عمال الرايخ (RAD) للعمل في المشاريع العسكرية.
تم تقديم التجنيد في لوكسمبورج اعتبارًا من أغسطس 1942 بموجب نفس الشروط المطبقة في ألمانيا. تم تجنيد 12000 رجل، منهم 3000 قُتلوا أثناء القتال، وماتوا متأثرين بجراحهم أو أعتبروفي عداد المفقودين. وأصيب 1500 آخرون.

### مقاومة

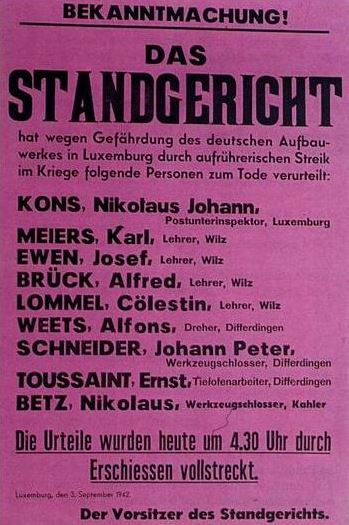
ملصق يعلن أحكام الإعدام بحق 9 من 21 من سكان لوكسمبورغ الذين أُعدموا لمشاركتهم في الإضراب العام عام 1942.

بدأت المقاومة المسلحة للاحتلال الألماني في شتاء 1940-1941 عندما تم تشكيل عدد من المجموعات الصغيرة في جميع أنحاء البلاد. كان لكل منها أهداف سياسية مختلفة وبعضها كان ينتمي مباشرة إلى الأحزاب السياسية قبل الحرب أو الجماعات الاجتماعية (مثل الكشافة) أو مجموعات من الطلاب أو العمال. نظرًا لصغر حجم جيش لوكسمبورغ قبل الحرب، كان من الصعب الحصول على الأسلحة ومن ثم نادراً ما كان مقاتلو المقاومة مسلحين حتى وقت لاحق في الحرب. ومع ذلك، كانت المقاومة ضالعة بشدة في طباعة منشورات معادية لألمانيا، ومنذ عام 1942، كانت تختبئ "Réfractaires" (أولئك الذين يتجنبون الخدمة العسكرية الألمانية) في منازل آمنة، وفي بعض الحالات توفر شبكات لمرافقتهم خارج البلاد بأمان. حصل أحد سكان لوكسمبورغ، فيكتور بودسون (الذي كان أيضًا وزيرًا في الحكومة في المنفى)، على لقب «صالحون بين الأمم» من قبل إسرائيل لمساعدة حوالي 100 يهودي على الهروب من لوكسمبورغ أثناء الاحتلال.
كانت المعلومات التي جمعتها المقاومة اللوكسمبرجية مهمة للغاية. وأبلغ ليون-هنري روث أحد المقاومين في لوكسمبورغ الحلفاء بوجود مركز أبحاث جيش بينيموند السري على ساحل بحر البلطيق، مما سمح للحلفاء بقصفه من الجو.
في خريف عام 1944، اندمجت العديد من منظمات المقاومة لتشكيل "Unio'n vun de Fräiheetsorganisatiounen" أو Unio'n .
في نوفمبر 1944، مجموعة مكونة من 30 من أفراد المقاومة اللوكسمبرجية بقيادة فيكتور Abens هوجمت من قبل فافن إس إس الجنود في القلعة في فياندن. في المعركة التي تلت ذلك، قُتل 23 ألمانيًا على يد المقاومة، الذين فقدوا رجلاً واحدًا فقط قُتل خلال العملية رغم أنهم أُجبروا على الانسحاب إلى خطوط الحلفاء.